# Wijnbouw in Georgië

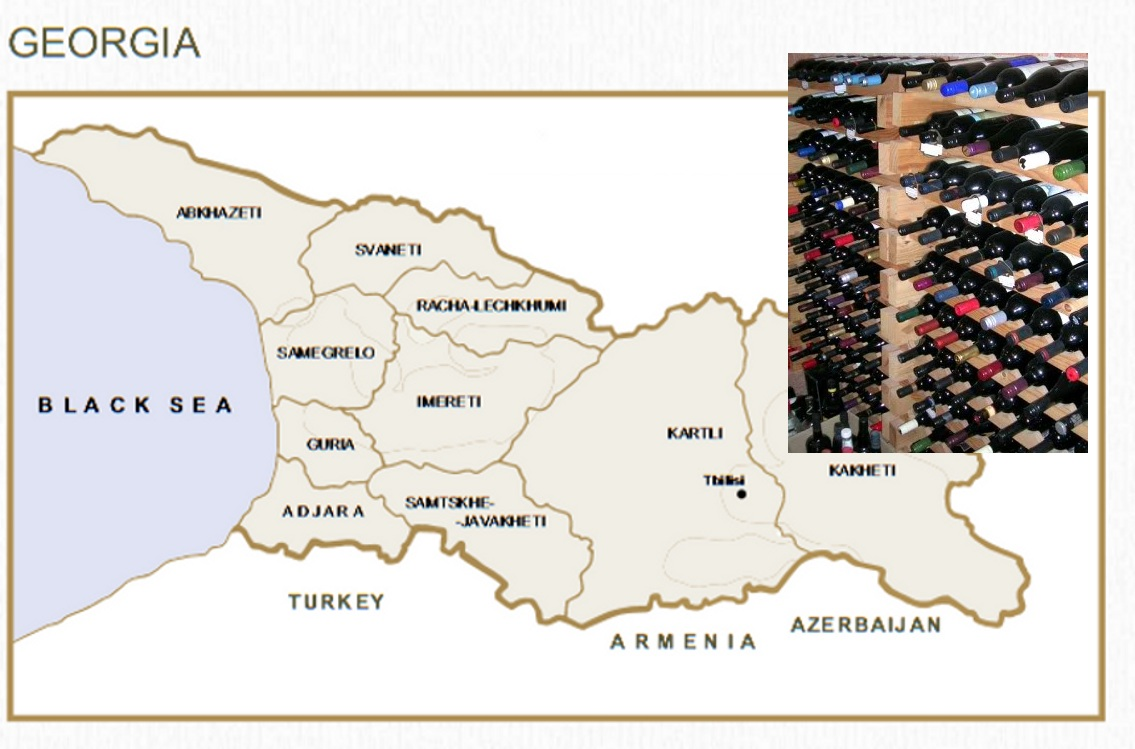
Georgië als wijnproducerend land

 Wijnbouw in Georgië vindt praktisch in het hele land plaats en is een van de oudste ter wereld. De vruchtbare valleien van de Zuidelijke Kaukasus worden door archeologen verondersteld de bron te zijn van de voor het eerst geteelde wijnstokken - de Vitis vinifera - bedoeld voor wijn. De neolithische wijnproductie dateert van omstreeks 5.000 jaar voor Christus. Door de vele millennia van wijnbouw gedurende de Georgische geschiedenis, is de traditie van de wijnbouw onlosmakelijk verstrengeld met de nationale identiteit van het land.

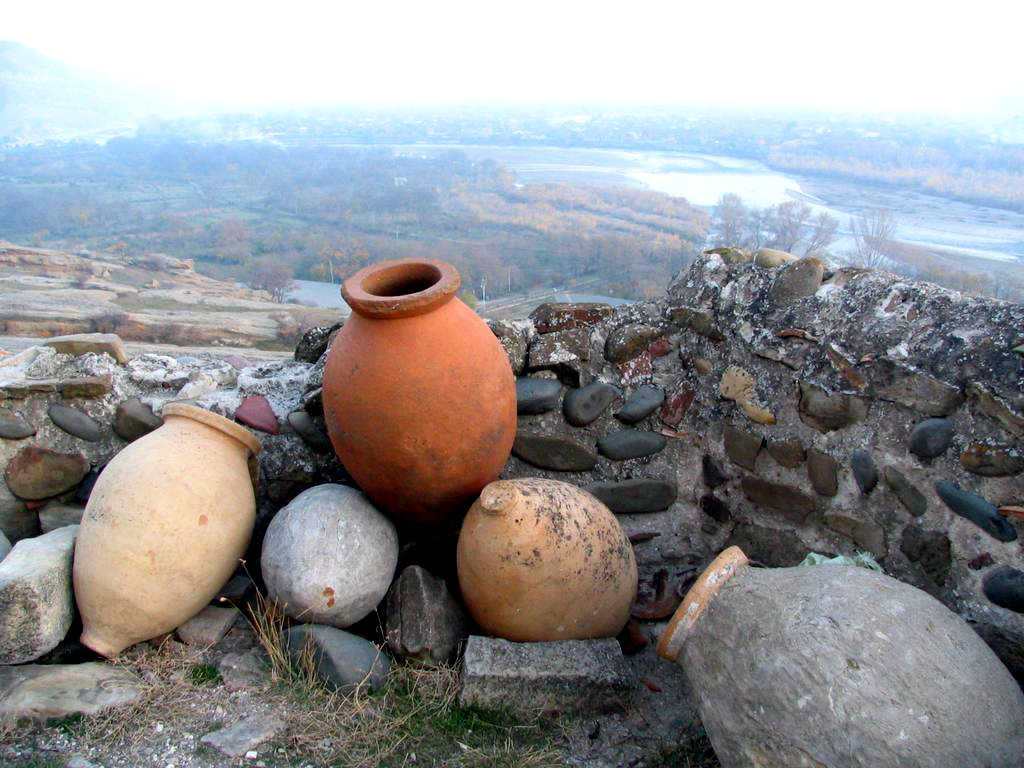
"Kvevri" nabij de stad Gori

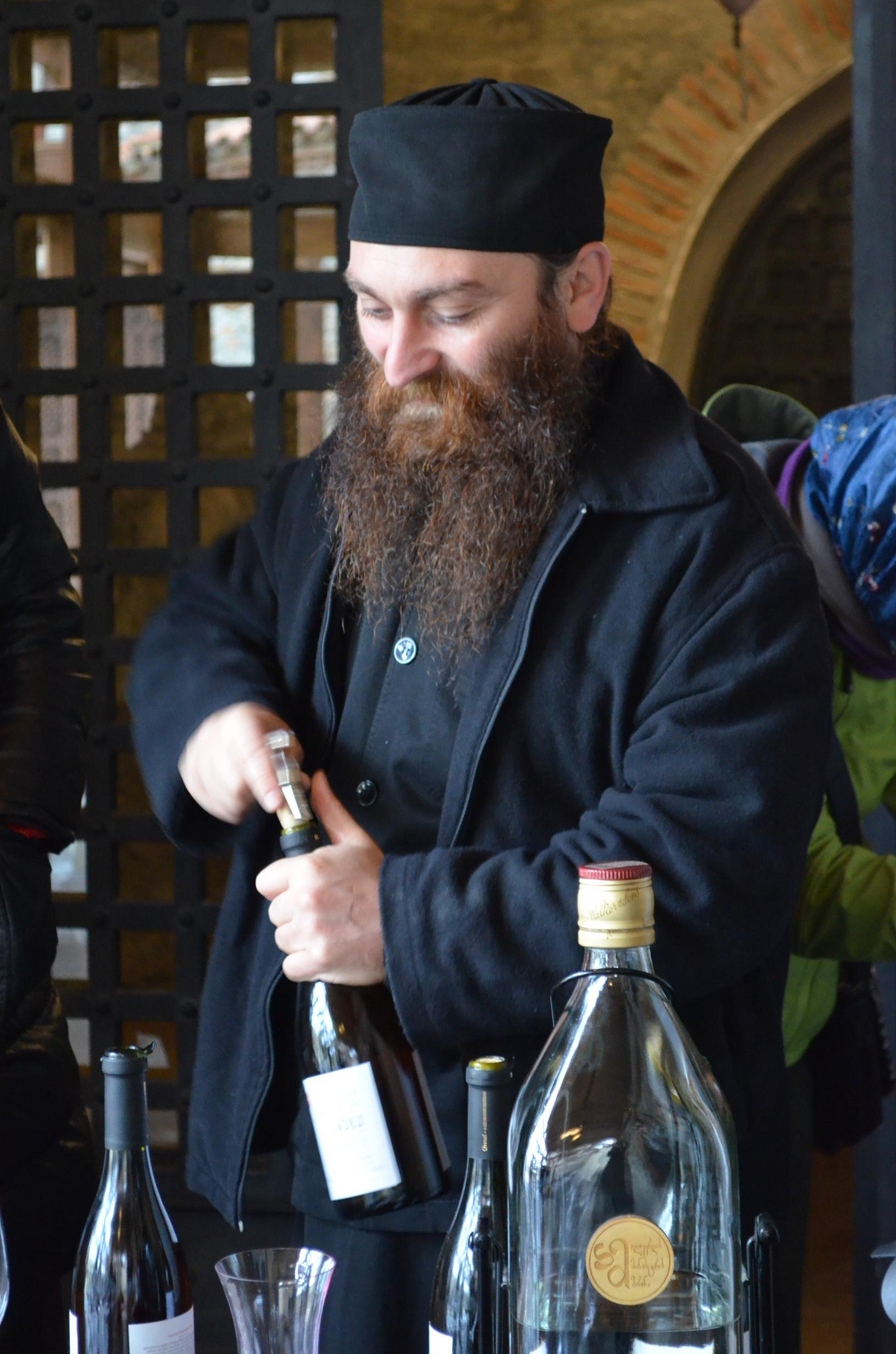
Georgische monnik opent een fles wijn

UNESCO heeft de oude, voor traditionele Georgische wijnbouw gebruikte kleikruiken - de Kvevri - toegevoegd aan de representatieve lijst van het immaterieel cultureel erfgoed van de mensheid.

## Geschiedenis
De Georgische wijnbouw is door de archeologische vondsten tot minstens 6000 v.C terug te voeren toen volkeren uit de Zuid-Kaukasus ontdekten dat sap van wilde druiven veranderde in wijn door het in de winter te begraven in een ondiepe kuil. Deze kennis door ervaring  werd vanaf 4000 v.C toegepast door de Georgiërs door het cultiveren van druiven en het begraven van aardewerken kruiken (kvevris) met druivensap. Nadat de kruik gevuld was met het vergiste sap van de druivenoogst werden de kvevris voorzien van een houten deksel en vervolgens afgedekt en verzegeld met aarde. Sommigen bleven tot 50 jaar begraven.
Wijnvaten in elke vorm, grootte en ontwerp speelden een cruciale rol voor het aardewerk in Georgië door de eeuwen heen. Archeologische vondsten getuigen van de hoge vaardigheid van de lokale ambachtslieden. Een voorbeeld van deze vaardigheid vormen de kvevris (of qvevris), grote aardewerken vaten met een inwendige laag van bijenwas. Niet enkel kvevris werden gebruikt om druivensap te gisten en wijn op te slaan, maar ook chapi en satskhao, ander aardewerk werd gebruikt om uit te drinken, zoals khelada, doki, sura, chinchila, deda-khelada, dzhami en marani.
Het belang van de wijnbouw en wijn drinken in de Georgische cultuur is zichtbaar in verschillende antieke kunstwerken. Veel van de opgegraven zilveren, gouden en bronzen artefacten van de 3de en 2de eeuw v.C vertonen afbeeldingen van de wijnstok, druiventrossen en -bladeren. 
Vanaf de 4e eeuw won wijn verder aan belang in de Georgische cultuur ten gevolge van de kerstening van het land. Volgens de traditie droeg de heilige Nino van Georgië, die het christendom in Kartli predikte, een houten kruis gemaakt van een wijnstok. Eeuwenlang dronken Georgiërs hun wijn uit hoorns (kantsi) en zakken gemaakt van dierenhuiden. De hoorns werden schoongemaakt, gekookt en gepolijst om een unieke en duurzame drinkbeker te creëren.
Tijdens de Sovjet-tijden waren wijnen geproduceerd in Georgië heel populair. In vergelijking met andere wijnen uit Moldavië en de Krim die beschikbaar waren op de Sovjet-markt, genoten de Georgische wijnen meer de voorkeur. In 1950 waren er in Georgië 143.000 hectare wijngaarden, maar in 1985 al 316.000 hectare ten gevolge van de toenemende vraag. In 1985 bedroeg de Georgische wijnproductie 881.000 ton. Tijdens de anti-alcoholcampagne van Michail Gorbatsjov, werd de productie in veel oude Georgische wijngaarden stopgezet.
Georgische wijn is een omstreden onderwerp geworden in de relatie met Rusland. Politieke spanningen met Rusland hebben bijgedragen tot een Russische embargo van Georgische wijn in 2006. Rusland stelde als voornaamste reden dat veel Georgische wijn nagemaakt werd. Georgische wijnetiketten werden op wijnen gekleefd die buiten Georgië werden geproduceerd en in Rusland ingevoerd als zijnde authentieke Georgische wijnen.

## Klimatologische omstandigheden

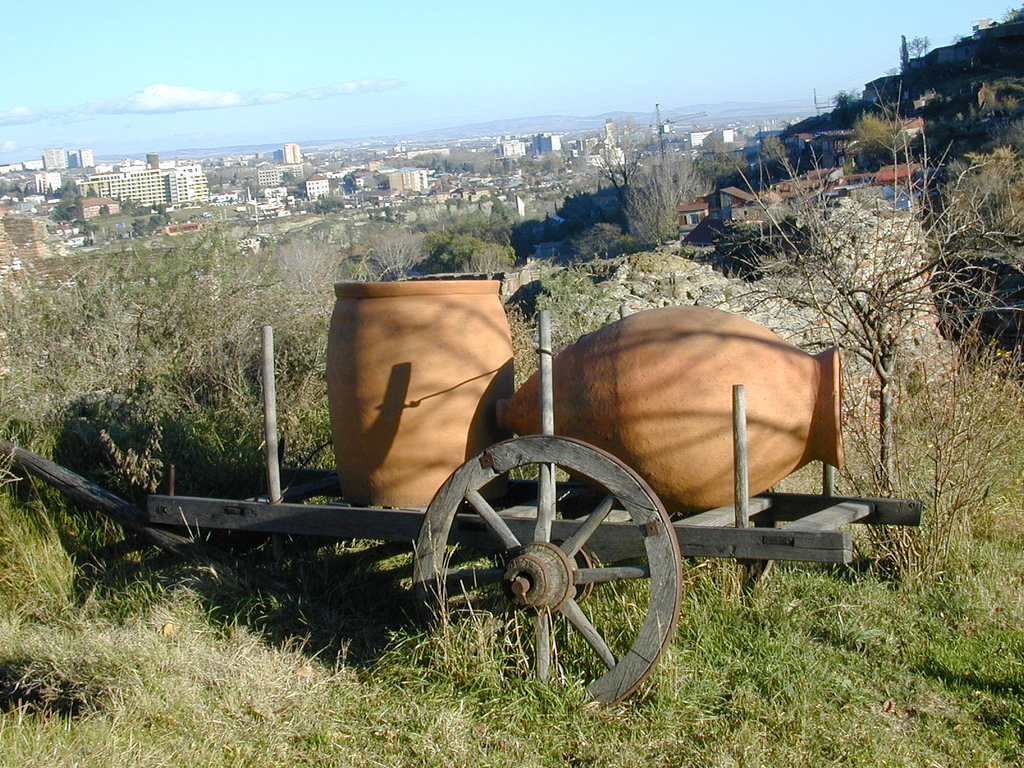
De kvevri

Als het gaat om de druiventeelt heeft Georgië een gunstig klimaat. Extreme weersomstandigheden zijn ongebruikelijk, de zomers zijn zonnig en de winters mild en vorstvrij. Natuurlijke bronnen zijn er in overvloed en vanuit de bergen van de Kaukasus stroomt mineraalrijk water naar de valleien. Georgië heeft een gematigd klimaat en vochtige lucht, onder invloed van de Zwarte Zee, biedt gunstige omstandigheden om wijnstokken te kweken.

## Wijnproducerende regio's

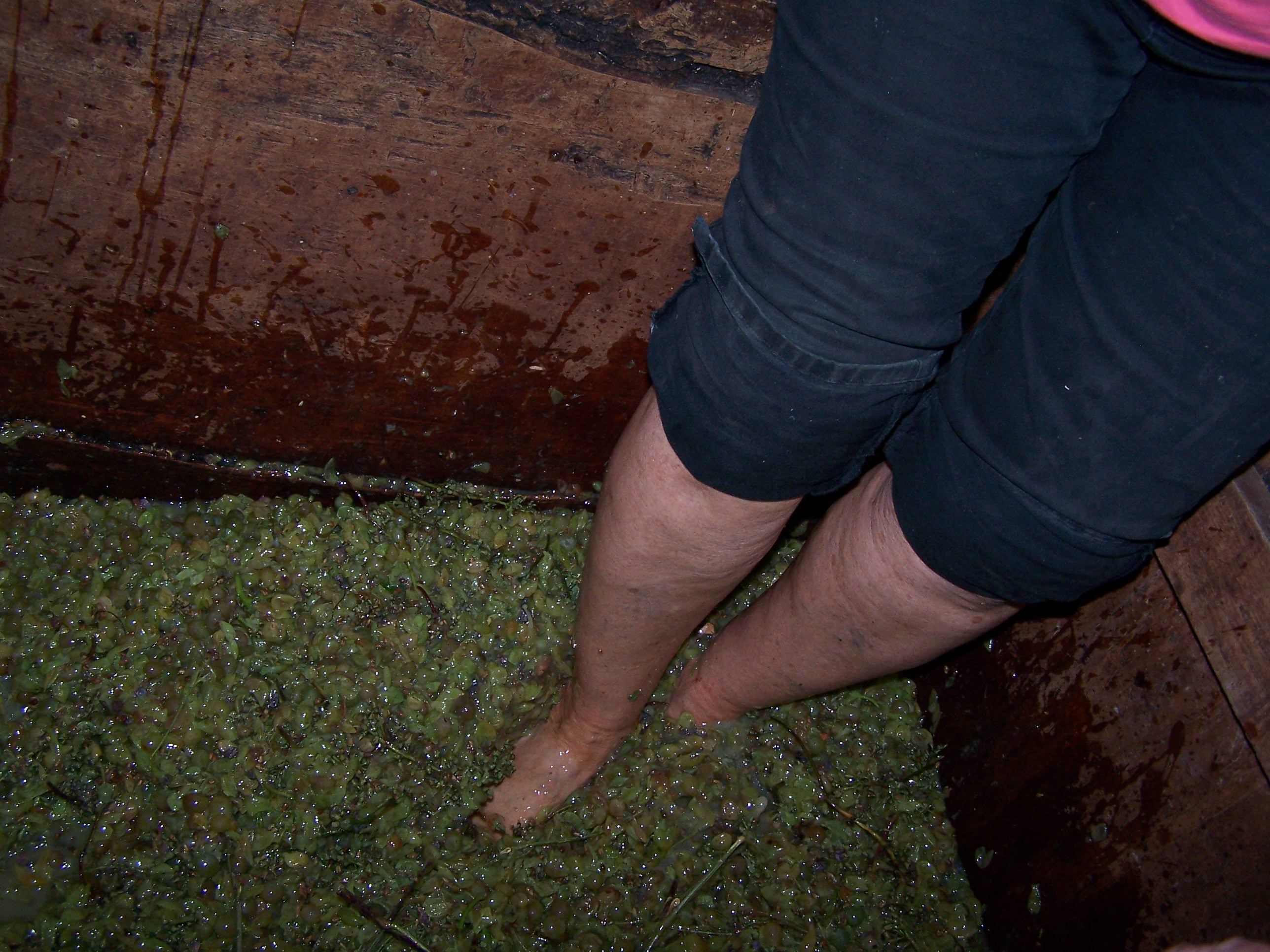
Traditioneel pletten van de wijndruiven in Kacheti

Er zijn vijf wijnbouwgebieden in Georgië. Van deze wijnbouwgebieden produceert de regio Kacheti 70% van de druiven in Georgië. Traditionele Georgische wijnen dragen de naam van het brongebied, wijk of dorp, net als bij de Franse regionale wijnen, zoals Bordeaux of Bourgogne. Net zoals deze Franse wijnen, worden Georgische wijnen meestal gemaakt met twee of meerdere druivensoorten. Bijvoorbeeld een van de bekendste witte wijnen, Tsinandali, is een mix van twee duivenrassen, Rkatsiteli en Mtsvane uit de districten Telavi en Kvareli in de regio Kacheti.

De bekendste regio's van Georgië waar druiven worden verbouwd zijn :
- Kacheti
- Kartli
- Imereti
- Ratsja-Letsjchoemi en Kvemo Svaneti
- Abchazië

## Moderne wijnbouw

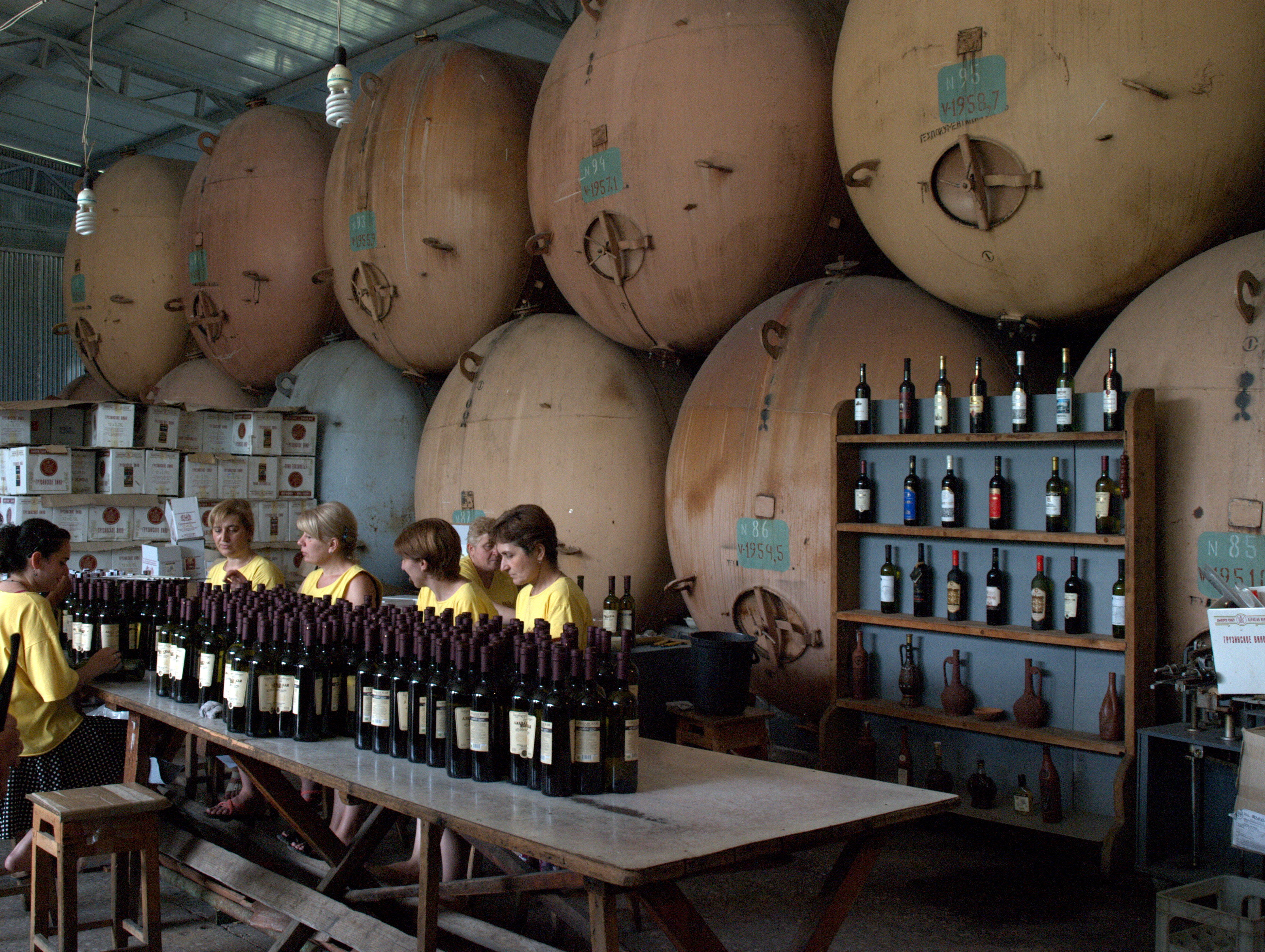
Een modern wijnbedrijf in Kindzmarauli

Georgië staat op de tweede plaats (in termen van volume) in de productie van druiven in de voormalige Sovjet-Unie na Moldavië. Anno 2022 wordt de wijn geproduceerd door duizenden kleine boeren (voornamelijk door middel van traditionele technieken van wijnproductie), evenals moderne wijnhuizen, zoals Teliani Valley, Telavis Marani, Tbilvino, Kindzmarauli Marani, Badagoni en Mukhrani.
Volgens de minister van landbouw van Georgië telde de druivenoogst in 2009 130.000 ton en is de wijnproductie gestegen van 13,8 miljoen flessen wijn in 2009 tot 15,8 miljoen wijnflessen in 2010. In 2009 exporteerde Georgië 10,968 miljoen flessen wijn naar 45 landen. In 2010 exporteerde Georgië wijn naar Oekraïne (circa 7,5 miljoen flessen), Kazachstan  (circa 2 miljoen flessen), Wit-Rusland  (circa 1,2 miljoen flessen), Polen (circa 870.000 flessen) en Letland (590.000 flessen).

## Druivenrassen

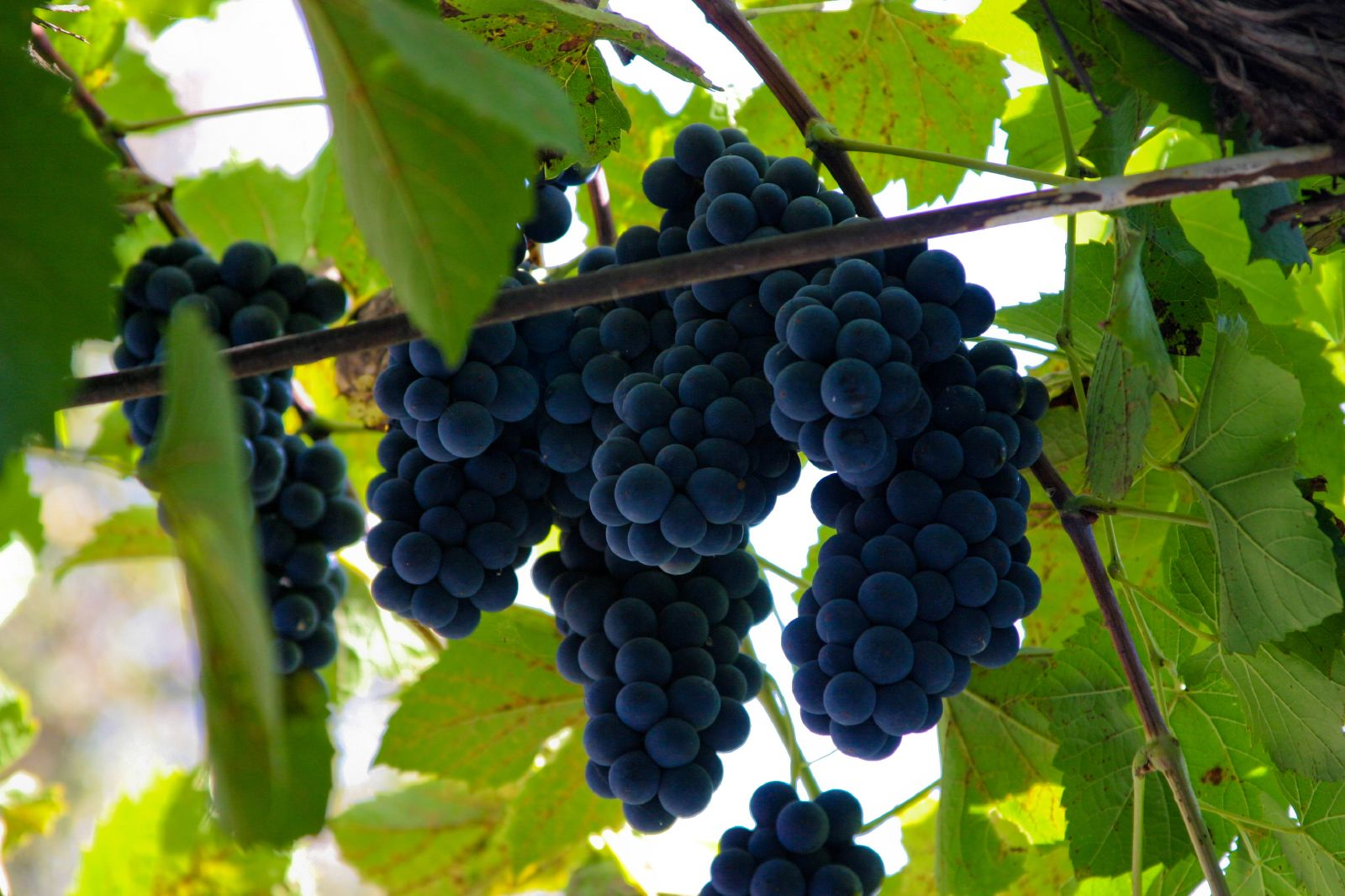
Alvani druiven

Traditionele Georgische druivensoorten zijn tamelijk onbekend in het Westen. Doordat de wijnen uit Oost- en Midden-Europa meer en meer internationale bekendheid krijgen, worden ook de druiven uit deze regio steeds beter bekend. Hoewel er bijna 400 druivensoorten gekend zijn, worden slechts 38 rassen officieel geteeld voor de commerciële wijnbouw in Georgië:
- Rkatsiteli (wit), een ras dat op grote schaal geteeld wordt in Oost- en Midden-Europa. Het is de belangrijkste druifvariëteit die gebruikt wordt om Georgische witte wijnen te maken. Het is rijk aan zuren en geeft de wijnen een fijn karakter.
- Saperavi (rood), produceert aanzienlijke diep rode wijnen die lang houdbaar zijn, misschien wel tot vijftig jaar. Saperavi heeft het potentieel om een hoog alcoholgehalte te produceren en wordt gebruikt voor het mengen met andere kleinere rassen. Het is de belangrijkste druivensoort die gebruikt wordt om Georgische rode wijn te maken.
- Mtsvani (of Mtsvane) (wit) is ook een belangrijke druivensoort in Georgische wijnen en wordt vaak vermengd met Rkatsiteli waardoor het een fruitig, aromatisch evenwicht toevoegt aan de wijn.
- Alexandrouli (rood)
- Alexandria
- Tsolikauri (wit)
- Tetra (wit)
- Mujuretuli (rood)
- Ojaleshi (rood), wordt geteeld op de berghellingen boven de oevers van de rivier Tschenistskali, met name in het dorp Orbeli en de wijk Samegrelo (West-Georgië).
- Usachelauri (rood)
- Izabella (rood)
- Tavkveri (rood)
- Asuretuli (rood)
- Cabernet Sauvignon (rood)
- Aladasturi (rood)
- Tsitska (wit)
- Tsolikouri (wit)
- Chichvi (wit), wordt geteeld in Kardanachi.
- Dzvelshava (rood)
- Krachuna (wit)
- Chinuri (wit)
- Gibrita (rood)
- Manata (wit)

## Wijnvariëteiten

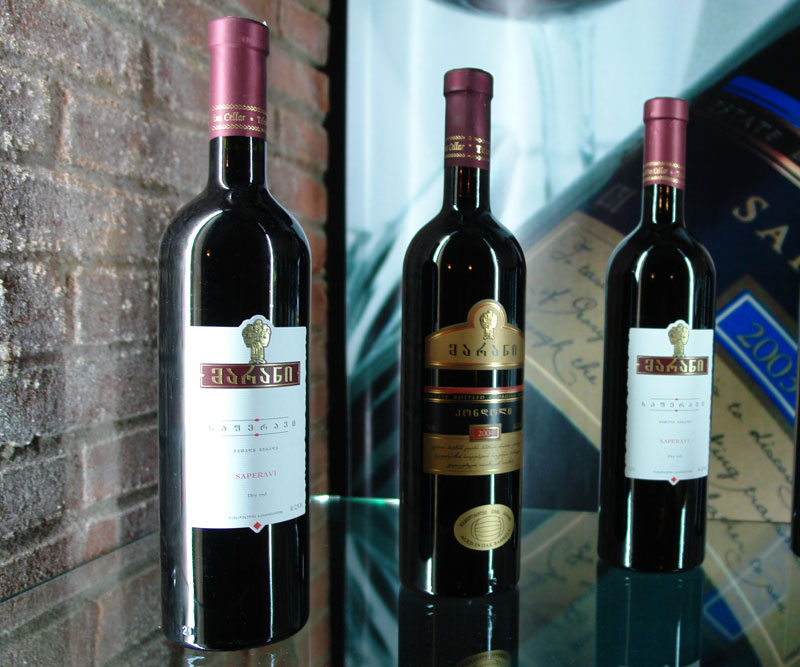
Saperavi wijn

Traditionele Georgische wijnen dragen de naam van het brongebied, wijk of dorp, net als Franse regionale wijnen, zoals Bordeaux of Bourgogne. Georgische wijnen zijn ingedeeld als zoet, halfzoet, halfdroog, droog, versterkt en sprankelend. De halfzoete wijnen zijn het populairst.

### Wit
- Pirosmani, een halfzoete wijn gemaakt van 40% Tsolikauri en 60% Tsitska.
- Tsinenali is gemaakt van Rkatsiteli en Mtsvane-druiven uit de districten Telavi en Kvareli in de regio Kacheti.
- Tvishi is een halfzoete witte wijn gemaakt van de Tsolikauri-druif in de Lantsjchoeti regio.
- Mtsvani is een droge witte wijn gemaakt van de Mtsvani-druif. De wijn is groengeel van kleur, en kwalitatieve wijnen komen uit de Manavi-microzone.
- Alaznis Veli is een witte halfzoete wijn gemaakt van Rkatsiteli, Tetra, Tsolikauri en andere industriële druivensoorten, gecultiveerd in het westen en oosten van Georgië. De wijn heeft een strogele kleur met een alcoholpercentage van 9-11% en 6-7 g/l zuurtegraad
- Anakopia is een witte halfdroge tafelwijn gemaakt van de Tsolikauri-druif, geteeld in de Soechoemi en Goedaoeta districten in Abchazië. De kleur varieert van strogeel naar lichtgeel. De wijn wordt geproduceerd sinds 1978.
- Tbilisuri is een roze halfzoete wijn geproduceerd sinds 1984. Hij wordt gemaakt van Saperavi, Cabernet en Rkatsiteli-druiven, geteeld in het oosten van Georgië. De wijn heeft een rijke en fruitige smaak. Het alcoholpercentage is 9-11,5%, suiker 1-2%, zuurtegraad 5-7 g/l.
- Chichvi is een vintage witte dessertwijn gemaakt van de Chichvi-druif, geteeld in Kardanachi. De wijn is amberkleurig en heeft een karakteristiek aroma en een delicate smaak. Alcoholpercentage 15%, suikers 18-20%, zuurtegraad 4-8 g/l. De wijn wordt geproduceerd sinds 1924.
- Saamo is een witte zoete vintage dessertwijn, gemaakt van de Rkatsiteli -druif, gecultiveerd in de wijngaarden van het Gurjaani district in Kacheti. De wijn wordt drie jaar gerijpt en heeft een alcoholpercentage van 17%, 13% suikers en 4-6 g/l zuurtegraad. De wijn wordt geproduceerd sinds 1980.
- Gelati is een witte droge wijn gemaakt van de Tsolikauri, Tsitska en Krachuna- druifen, geteeld in het westen van Georgië. De wijn is strogeel en heeft een alcoholpercentage van 10-12,5%.
- Kacheti is een witte tafelwijn gemaakt van de Rkatsiteli en Mtsvane-druif geteeld in Kacheti. De amberkleurige wijn heeft een fruitig aroma en 10,5-13% vol. alc. en wordt geproduceerd sinds 1948.
- Bodbe is gemaakt van de Rkatsiteli- druif in Bodbe in het Magaro microdistrict (Kacheti). De wijn heeft een lichte strogele kleur en 10,5-11,5% vol. alc.
- Dimi is een typische witte wijn uit Imereti, gemaakt van de Tsolikauri en Krachuna-druif, geteeld in kleine gebieden in Imereti (het westen van Georgië). De wijn wordt volgens een oude lokale techniek geproduceerd, waarbij na het vergisten van de druivenpulp een kleine hoeveelheid druivenkaf wordt toegevoegd. Het is een donkere strogele wijn van 10,5-13% vol. alc. De wijn wordt geproduceerd sinds 1977.
- Gareji is een witte wijn gemaakt van de Rkatsiteli en Mtsvane-druif, geteeld in Kacheti. De wijn heeft een kleur variërend van lichtstrogeel tot amber en 10-12,5% vol. alc.
- Ereti is een witte droge wijn gemaakt van de Rkatsiteli en Mtsvane-druif. De wijn is strogeel met 10-12,5% vol. alc.
- Shuamta is een droge wijn geproduceerd sinds 1984. Hij wordt gemaakt van de Rkatsiteli en Mtsvane-druif, volgens een Kachetisch recept. De wijn is amber tot donker amber van kleur en heeft een fruitig aroma. He alcoholpercentage is 10-12%, zuurtegraad 4-6 g/l, extraheerbaar boven 25 g/l.
- Alazani (wit), genoemd naar de rivier Alazani, is een halfzoete wijn gemaakt van 100% Rkatsiteli. Het klimaat van de Alazanivallei is iets warmer dan dat van de andere wijngebieden in Georgië, waardoor de lokale druiven zoeter zijn.